# Murzuk (gmina)
Murzuk (arab. مرزق, Murzuq) – gmina w Libii ze stolicą w Murzuk.
Liczba mieszkańców – 52 tys.
Kod gminy – LY-MQ (ISO 3166-2).
Murzuq graniczy z gminami:
- Ghat – zachód
- Wadi al-Hajat – północny zachód
- Sabha – północny zachód
- Al-Dżufra – północ
- Al-Kufra – wschód